# SAMURAI5
『SAMURAI5』（サムライファイブ）とは2006年に日本テレビで放送されたゲーム番組である（正式タイトルは「5人の力がチームの力　SAMURAI5　100万円を守り抜け!」）。バリューナイトフィーバーで2度放送されたあと、6月24日に「ジーコもビックリ!?スペシャル」と銘打って昼間に90分スペシャルでの放送を経て10月4日にゴールデンで2時間スペシャルとして放送された。

## 放送リスト
1. 2006年1月28日（バリューナイトフィーバー）
  - ゲスト: 庄司智春（品川庄司）・金子貴俊・細川茂樹・小倉優子・原口あきまさ
2. 2006年2月4日（バリューナイトフィーバー）
  - ゲスト: 勝俣州和・MEGUMI・西川史子・KABA.ちゃん・ほしのあき
3. 2006年6月24日（日曜日午後 90分スペシャル）
  - ゲスト: 天野ひろゆき（キャイ〜ン）・小川直也・はなわ・山本梓・大沢あかね
4. 2006年10月4日（水曜日 21-22時台）
  - ゲスト: 天野ひろゆき・石原良純・飯島愛・ビビる大木・眞鍋かをり、
勝俣州和・的場浩司・小沢真珠・沢村一樹・東貴博（Take2）

## 出演者
- MC キングコング（西野亮廣・梶原雄太）
- オーナー

杉本彩（深夜版）
ボス（アニメキャラクター）（90分SP版）
草刈正雄（ゴールデン版）
- ナレーション

三村ロンド
馬場典子（日テレアナウンサー）

## 全体のルール
- 5人チームで参加し賞金獲得を目指す
- チームには事前に賞金（杉本彩やキングコングが肖像の模擬紙幣。深夜版は100万円、ゴールデン版は500万円）が渡される。
- 挑戦するゲームの発表後、メンバーで5分間かけて相談し自分が担当する金額を決定する。金額は深夜版は1単位1万円、ゴールデン版は1単位5万円で決定可能。ゲームに自信のある人は高額を担当し、自信の無い人は少額を担当することが出来る。ただし最低でも1単位は担当しなければならない。（所持金が4単位以下の時を除く）また所持金を残すことは出来ず、必ず全額賭けなければならない。
- 1人ずつゲームに挑戦し成功すればその人の担当した賞金はキープされる。しかし、失敗した場合はその人が担当した賞金は没収される。
- すべてのゲームが終わった時点で1単位でも残せれば賞金獲得。全て賞金を失うとゲームオーバー。

## 主なゲーム
- スモールランドPK　5m先にある幅75cmのゴールにサッカーボールをシュートする
- 書き順マイスター　小学校で習う漢字の正しい書き順を答える
- A4ポイポイ　15秒以内にA4の紙を丸めて2m先のゴミ箱に投げ込む（はずしたら失敗）
- ゴルフボールタワー　15秒以内に2個のゴルフボールを積み上げる
- 2mフリースロー　2m離れた所から直径2mのゴールにバスケットボールを投げ込む
- 早くちゃんと入れて　15秒以内に塗り箸で小豆を挟み5m先にある試験管に入れる
- 空き缶シュート　1m先にある幅30cmのちりとりにほうきで空き缶をはたいて入れる
- スペルマイスター　中学校で習う英単語のスペルを正しく書く（すべて大文字で完成したら「スラッシュ」を書き込む）
- ピンポンリフティング　10秒以内に卓球のラケットの上でピンポン玉をバウンドさせながら落とさないように5m先のポールを折り返して戻ってくる
- ペンシルタワー　20秒以内に5本の鉛筆を立てる
- 1ピンボウリング　3メートル先に立っているペットボトルにバレーボールをボウリングの要領で投げてペットボトルを倒す
- 傘バランス　15秒以内に掌に傘を乗せ倒さないように3m先にある竹に掛ける
- 飛べ飛べヒコーキ!　A4の紙を使って紙飛行機を作り2m50cm先の壁に開いた直径1m20cmの穴を通すように投げる
- メモリーセブン　7桁の数字を3秒間だけ見て覚えた後、椅子に座ったまま15秒かけて回答ポジションに移動。その間「ナンバー合唱団」（＋キンコン）が好き勝手な数字を叫んで妨害する。回答ポジションに着いたら、さっきの数字をボードに書く
- WA-NAGE　フラフープを投げて2m50cm先にあるペットボトルを囲むように着地させる（ペットボトルを倒したら失敗）

### ラストサムライ
- 90分スペシャルから登場した、賞金獲得したチームが挑戦するラストゲーム。
- くす玉のひもを代表者1人が日本刀で切ると中に入ったボールが落下し下のルーレットに入る。ボールが入った場所に書かれている人が入ったボールに応じた金額を獲得する。

## ローカルルール
- 深夜1回目　3ステージ　紙幣の肖像は杉本彩。救済措置として、グラスいっぱいの青汁を飲み干せば30万円支給される
- 深夜2回目　4ステージ　賞金ゼロで終わった場合、罰として全員の財布を没収。
- 90分スペシャル　5ステージ　（この回から模擬紙幣がキングコングの肖像になった。ボスは中国風の一枚絵でかなりの毒舌）1stステージ終了後、「ワイルドカード」が2枚与えられる。1人のプレイヤーに対して使い（「ワイルドハチマキ」を装着）、そのプレイヤーが成功すればそのプレイヤーに分配した金が2倍に増える。ただし、失敗の場合、全員に足つぼ指圧の罰ゲームが襲い掛かる。ラストサムライは1個5万円の金のボールと1個1000円の銀のボールがくす玉に入っている。
- ゴールデン　4ステージ　賞金は総額500万円からスタートし、5万円単位で分配。ラストサムライは、5個の金色のボールが入っていて、1個につき賞金総額の20％を獲得。

## スタッフ
- 構成：桜井慎一、藤井靖大、石川裕郁、西村隆志、星野さやか
- TM：古井戸博
- SW：小林宏義
- CAM：水梨潤
- VE：矢田部昭
- 録画調整：佐久間治雄
- 音声：今野健
- 照明：佐野広之
- モニター：本木満
- 技術協力：日テレ映像センター、ヌーベルバーグ、日放、共立、オムニバス・ジャパン
- 美術プロデューサー：高津光一郎
- 編集：横山亜希子、松崎猛
- MA：水落洋一郎
- 音効：古野達生
- TK：塚越倫子、橋本美幸
- タイトルCG：神谷渉
- リサーチ：フォーミュレーション
- 広報：原のりこ
- デスク：大黒紫
- AP：工藤江美子、菊岡郁枝
- AD：奥山郁夫、武藤健志、鶴丸瑛子、渡辺英恵
- ディレクター：田口マサキ、吉田雅司、高橋政光、藤田幸伸、内田浩、栗原利典、武信考
- 演出：新井秀和
- プロデューサー：南波昌人／天笠ひろ美、阿部滋子
- チーフプロデューサー：土屋泰則
- 制作協力：ザイオン、THE WORKS
- 製作著作：日本テレビ